# Chester (nome)
Chester  è un nome proprio di persona inglese maschile.

## Varianti
- Ipocoristici: Chet[1][2]

## Origine e diffusione

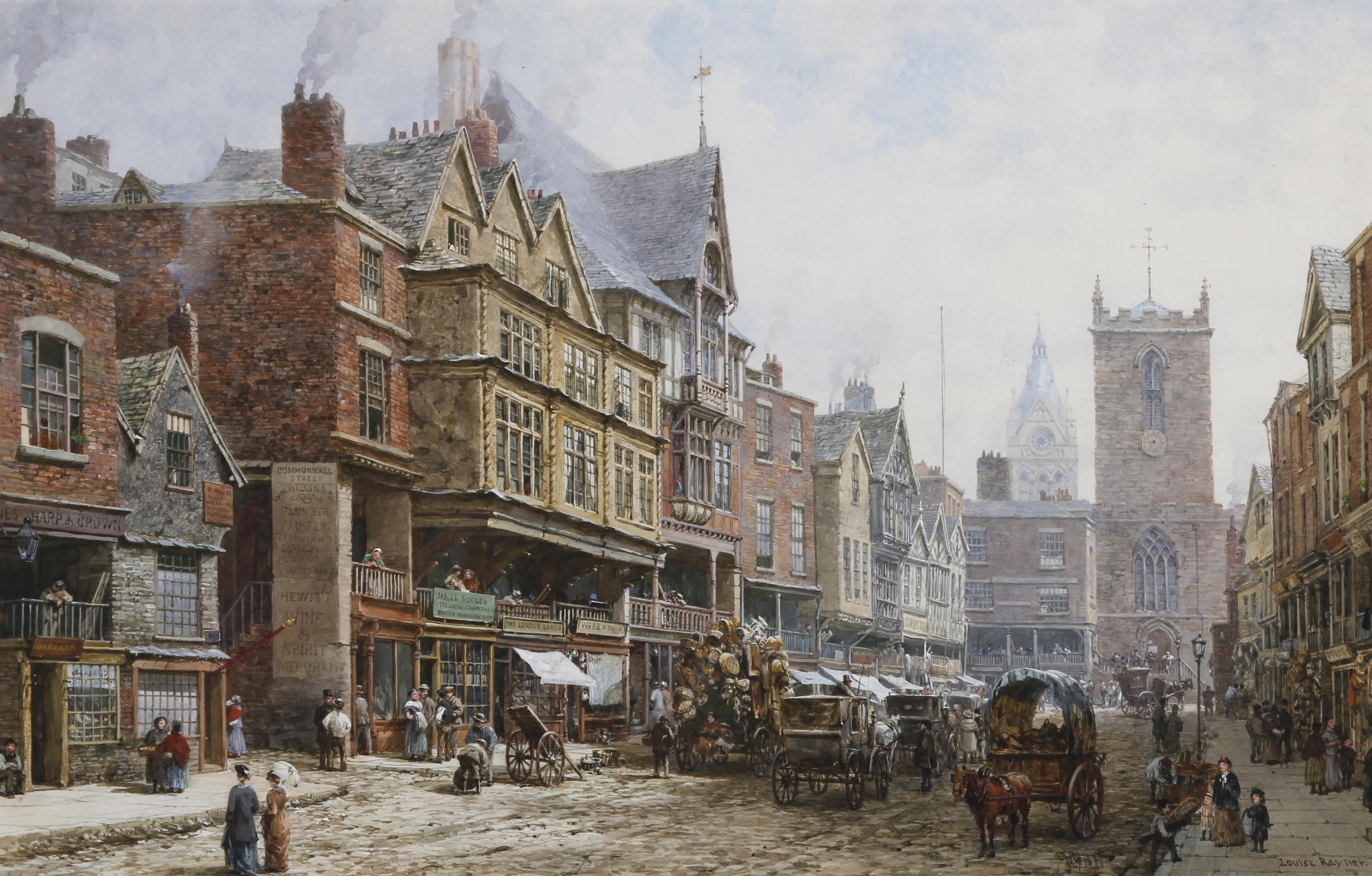
Uno scorcio di Chester dipinto da Louise Rayner

Riprende il cognome inglese Chester, il quale, inizialmente, indicava una persona proveniente dalla città britannica di Chester; il suo toponimo è un'evoluzione, tramite l'inglese antico cestre o ceaster, del termine latino castrum, che vuol dire "fortezza", "luogo fortificato". 

## Onomastico
Il nome è adespota, cioè non è portato da alcun santo, pertanto l'onomastico ricade il 1º novembre, giorno di Ognissanti.

## Persone

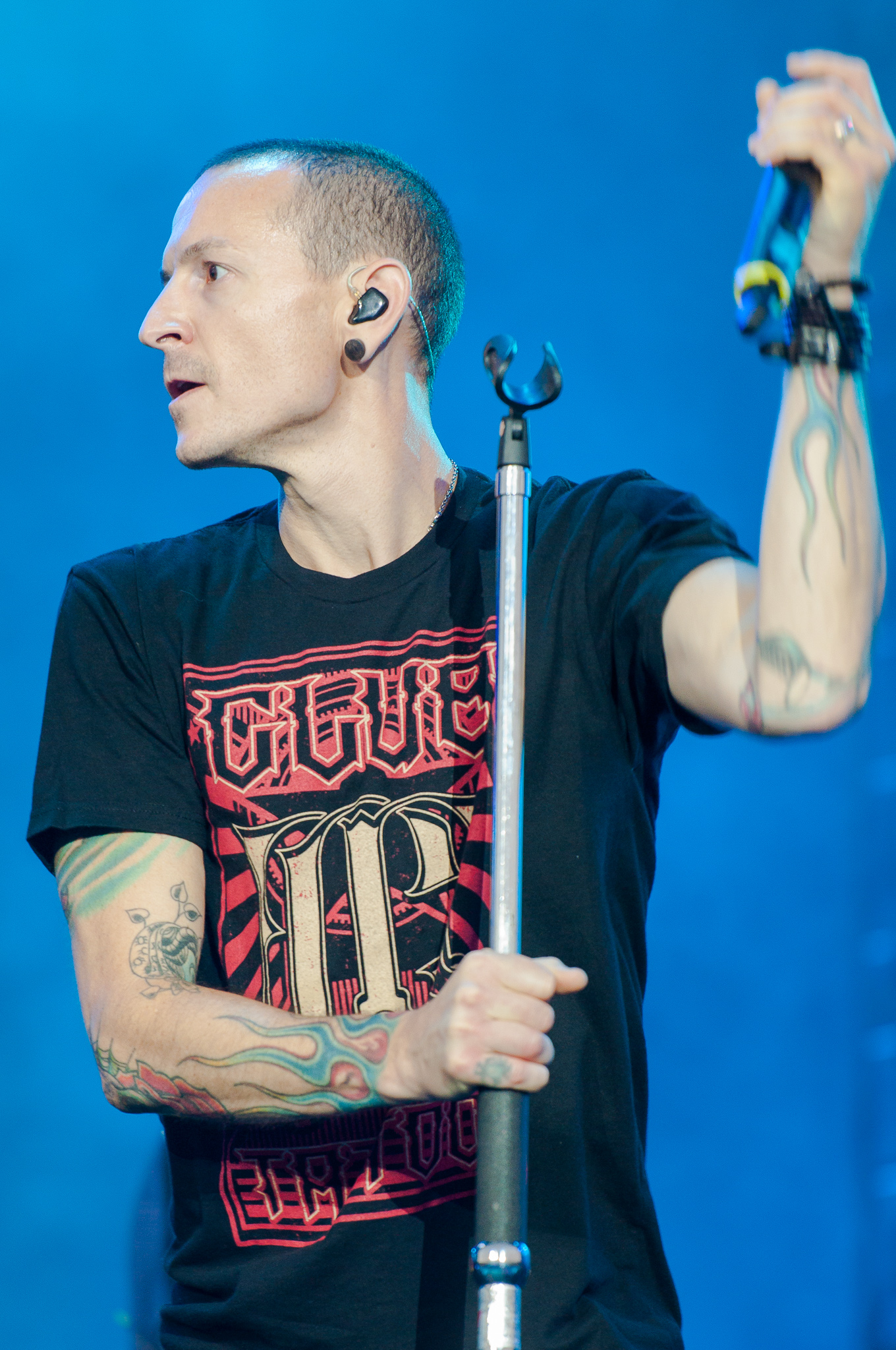
Chester Bennington

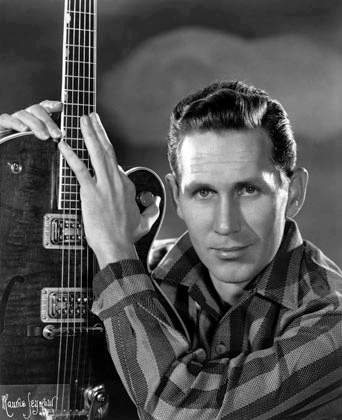
Chet Atkins

- Chester Arthur, politico statunitense
- Chester Barnett, attore statunitense
- Chester Bennington, cantautore, polistrumentista e attore statunitense
- Chester Conklin, attore statunitense
- Chester M. Franklin, regista e attore statunitense
- Chester Gould, fumettista statunitense
- Chester Himes, scrittore statunitense
- Chester Morris, attore statunitense
- Chester Nimitz, ammiraglio statunitense
- Chester Williams, rugbista a 15 e allenatore di rugby sudafricano
- Chester Withey, attore, regista e sceneggiatore statunitense

### Variante Chet
- Chet Atkins, chitarrista, compositore e produttore discografico statunitense
- Chet Baker, trombettista e cantante statunitense
- Chet Culver, politico statunitense
- Chet Edwards, politico statunitense
- Chet Faker, musicista e cantante australiano
- Chet Holmgren, cestista statunitense
- Chet Stratton, attore statunitense
- Chet Walker, cestista statunitense

## Il nome nelle arti
- Chester Burklight è uno dei protagonisti del videogioco fantasy "Tales of Phantasia".

- Chester McBadbat è un personaggio della serie animata Due fantagenitori.